# Municipalità distrettuale di iLembe
La municipalità distrettuale di iLembe (in inglese iLembe District Municipality) è un distretto della provincia del KwaZulu-Natal e il suo codice di distretto è DC29.
La sede amministrativa e legislativa è la città di KwaDukuza e il suo territorio si estende su una superficie di 3.259 km².

## Geografia fisica

### Confini
La  municipalità distrettuale di iLembe confina a nord con quelle di Umzinyathi e uThungulu, a est con l'Oceano Indiano, a sud con il municipio metropolitano di Ethekwini e a ovest con quelle di Umgungundlovu e Umzinyathi.

### Suddivisione amministrativa
Il distretto è suddiviso in 4 municipalità locali:
- KwaDukuza
- Ndwedwe
- Maphumulo
- Mandeni